# Tata Open India International Challenge 2016
Die Tata Open India International Challenge 2016 im Badminton fand vom 30. November bis zum 4. Dezember 2016 in Mumbai im Cricket Club of India (CCI) im Brabourne Stadium in der Dinshow Vachha Road in Churchgate statt.

## Sieger und Platzierte
| Disziplin    | Gold                                       | Silber                                      | Bronze                                           |
| ------------ | ------------------------------------------ | ------------------------------------------- | ------------------------------------------------ |
| Herreneinzel | Enzi Shafira                               | Lim Chi Wing                                | Panji Ahmad Maulana                              |
| Herreneinzel | Enzi Shafira                               | Lim Chi Wing                                | Vega Vio Nirwanda                                |
| Dameneinzel  | Sonia Cheah Su Ya                          | Pardeshi Shreyanshi                         | Grace Chua                                       |
| Dameneinzel  | Sonia Cheah Su Ya                          | Pardeshi Shreyanshi                         | Gregoria Mariska Tunjung                         |
| Herrendoppel | Satwiksairaj Rankireddy Chirag Shetty      | M. R. Arjun Shlok Ramchandran               | Aaron Chia Jinn Hwa Tan                          |
| Herrendoppel | Satwiksairaj Rankireddy Chirag Shetty      | M. R. Arjun Shlok Ramchandran               | Sachin Dias Buwenaka Goonethileka                |
| Damendoppel  | Mychelle Bandaso Serena Kani               | Maretha Dea Giovani Tania Oktaviani Kusumah | Putri Sari Dewi Citra Jin Yujia                  |
| Damendoppel  | Mychelle Bandaso Serena Kani               | Maretha Dea Giovani Tania Oktaviani Kusumah | Rahmadhani Hastiyanti Putri Vania Arianti Sukoco |
| Mixed        | Fachriza Abimanyu Bunga Fitriani Romadhini | Vighnesh Devlekar Kuhoo Garg                | Bimo Adi Prakoso Jin Yujia                       |
| Mixed        | Fachriza Abimanyu Bunga Fitriani Romadhini | Vighnesh Devlekar Kuhoo Garg                | Andika Ramadiansyah Angelica Wiratama            |